# Białowola
Białowola (prononciation [bjawɔˈvɔla]) est un village de la gmina de Zamość, du powiat de Zamość, dans la voïvodie de Lublin, situé dans l'est de la Pologne.
Il se situe à environ 8 kilomètres au sud de Zamość (siège de la gmina et du powiat) et 83 kilomètres au sud-est de Lublin (capitale de la voïvodie).

## Histoire
Au cours de la Seconde Guerre mondiale, pendant l'occupation nazie de la Pologne, plusieurs villages voisins ont été colonisés par des allemands de souche. Bien que bien gardé par des soldats allemands, les colons ont néanmoins été souvent attaqués par des milices polonaises. Les nazis ont riposté contre un groupe jugé complicité des milices.

Après une attaque dans le village voisin de Lipsko, des soldats nazis ont pillé Białowola en représailles pour rendre l'aide aux guérillas. 51 personnes ont été tuées, dont 22 femmes et 12 enfants âgés de 8 mois à 10 ans. 

Aujourd'hui, un monument existe sur le site de la fosse commune. Son inscription se lit:
"Ici reposent les corps des polonais, les villageois de Białowola assassiné par les bourreaux de Hitler en date du jour sanglant du 29 décembre 1942." 

Les nazis ont continué à tuer 14 autres résidents au cours de l'occupation.

## Administration
De 1975 à 1998, le village est attaché administrativement à l'ancienne voïvodie de Zamość.

Depuis 1999, il fait partie de la nouvelle voïvodie de Lublin.